# Fotbal Club Universitatea Cluj 2011-2012
Questa voce raccoglie le informazioni riguardanti il Fotbal Club Universitatea Cluj nelle competizioni ufficiali della stagione 2011-2012.

## Rosa
| N. |                    | Ruolo | Calciatore        |
| -- | ------------------ | ----- | ----------------- |
| 2  | Romania (bandiera) | D     | Raul Ciupe        |
| 3  | Romania (bandiera) | D     | Valeriu Lupu      |
| 4  | Romania (bandiera) | D     | Zsolt Szilágyi    |
| 5  | Brasile (bandiera) | D     | Alex Braz         |
| 6  | Romania (bandiera) | D     | Adrian Popa       |
| 7  | Romania (bandiera) | C     | Bogdan Pătrașcu   |
| 8  | Romania (bandiera) | C     | Roberto Iancu     |
| 11 | Romania (bandiera) | A     | Octavian Drăghici |
| 12 | Romania (bandiera) | P     | Dragoș Balauru    |
| 14 | Brasile (bandiera) | A     | Cleiton           |
| 16 | Romania (bandiera) | D     | Eduard Nicola     |
| 17 | Romania (bandiera) | C     | Ionuț Năstăsie    |
| 18 | Romania (bandiera) | C     | Vasile Gheorghe   |

| N. |                       | Ruolo | Calciatore          |
| -- | --------------------- | ----- | ------------------- |
| 20 | Portogallo (bandiera) | C     | Paulinho            |
| 21 | Romania (bandiera)    | D     | Rareș Cucui         |
| 22 | Romania (bandiera)    | A     | Mihai Roman         |
| 23 | Romania (bandiera)    | C     | Apostol Muzac       |
| 24 | Brasile (bandiera)    | A     | Alex                |
| 26 | Brasile (bandiera)    | D     | Erico               |
| 27 | Romania (bandiera)    | C     | Georgian Tobă       |
| 29 | Romania (bandiera)    | A     | Viorel Dinu         |
| 30 | Cipro (bandiera)      | D     | Paraskevas Christou |
| 33 | Romania (bandiera)    | P     | Ionuț Boșneag       |
| 77 | Bulgaria (bandiera)   | D     | Plamen Krumov       |
| 82 | Grecia (bandiera)     | P     | Georgios Ambaris    |
| 90 | Romania (bandiera)    | P     | Catalin Samoila     |